# Lemaireodirphia lasiocampina
Lemaireodirphia lasiocampina is een vlinder uit de familie nachtpauwogen (Saturniidae). De wetenschappelijke naam is, als Ormiscodes lasiocampina, voor het eerst gepubliceerd in 1874 door C. Felder & R. Felder. De combinatie in Lemaireodirphia werd in 2012 door Ronald Brechlin & Frank Meister gemaakt.

## Andere combinaties
- Paradirphia lasiocampina C. Felder & R. Felder, 1874